# Primera División 1989-1990 (Venezuela)
La Primera División 1989-1990 fu la 70ª edizione della massima serie del campionato venezuelano di calcio, e fu vinta dal Mineros de Guayana.

## Avvenimenti
Il Marítimo di Rafael Santana vinse il titolo dopo aver disputato uno spareggio con l'U.A. Táchira, che era giunta anch'essa a 43 punti. A retrocedere furono il Galicia e l'Internacional.

## Partecipanti
- Atl. Zamora
- Caracas
- Deportivo Italia
- Est. Mérida
- Galicia de Caracas
- Internacional PLC
- Maracaibo FC
- Marítimo de V.
- Minervén
- Mineros
- Pepeganga M.
- Portuguesa FC
- Trujillanos
- Unión Táchira
- UD Lara
- U. de Los Andes

## Classifica finale
|                      | Pos. | Squadra            | Pt | G  | V  | N  | P  | GF | GS | DR  |
| -------------------- | ---- | ------------------ | -- | -- | -- | -- | -- | -- | -- | --- |
| Venezuela (bandiera) | 1.   | Marítimo de V.     | 43 | 30 | 17 | 9  | 4  | 59 | 32 | +27 |
|                      | 2.   | Unión Táchira      | 43 | 30 | 15 | 13 | 2  | 43 | 18 | +25 |
|                      | 3.   | Minervén           | 42 | 30 | 18 | 6  | 6  | 47 | 23 | +24 |
|                      | 4.   | U. de Los Andes    | 36 | 30 | 13 | 10 | 7  | 41 | 33 | +8  |
|                      | 5.   | Caracas            | 36 | 30 | 13 | 10 | 7  | 38 | 33 | +5  |
|                      | 6.   | Pepeganga M.       | 33 | 30 | 11 | 11 | 8  | 42 | 32 | +10 |
|                      | 7.   | Mineros            | 32 | 30 | 12 | 8  | 10 | 45 | 37 | +8  |
|                      | 8.   | Atl. Zamora        | 28 | 30 | 9  | 10 | 11 | 22 | 21 | +1  |
|                      | 9.   | Deportivo Italia   | 28 | 30 | 8  | 12 | 10 | 35 | 39 | -4  |
|                      | 10.  | Portuguesa FC      | 28 | 30 | 9  | 10 | 11 | 38 | 41 | -3  |
|                      | 11.  | Trujillanos        | 26 | 30 | 7  | 12 | 11 | 29 | 38 | -9  |
|                      | 12.  | Maracaibo FC       | 24 | 30 | 8  | 8  | 14 | 27 | 38 | -11 |
|                      | 13.  | Est. Mérida        | 24 | 30 | 5  | 14 | 11 | 24 | 43 | -19 |
|                      | 14.  | UD Lara            | 22 | 30 | 7  | 8  | 15 | 19 | 29 | -10 |
|                      | 15.  | Internacional PLC  | 21 | 30 | 6  | 9  | 15 | 27 | 45 | -18 |
|                      | 16.  | Galicia de Caracas | 14 | 30 | 3  | 8  | 19 | 22 | 56 | -34 |

Legenda:

         Campione del Venezuela 1989-90 e qualificato alla Coppa Libertadores 1991
         Qualificato alla Coppa Libertadores 1991
Note:
Due punti a vittoria, uno a pareggio, zero a sconfitta.

## Spareggio per il titolo
| Acarigua 27 maggio 1990 | Marítimo | 2 – 0 | UA Táchira |  |

## Statistiche

### Classifica marcatori
| Gol |  |  | Giocatore       | Squadra        |
| --- |  |  | --------------- | -------------- |
| 19  |  |  | Herbert Márquez | Marítimo de V. |